# Jochen Helbig
Jochen Helbig (* 25. August 1927 in Pirna) ist ein deutscher Denkmalpfleger und Zeichner.

## Leben
Nach dem Schulbesuch wurde Jochen Helbig als Siebzehnjähriger zur Wehrmacht eingezogen und musste am Zweiten Weltkrieg teilnehmen. Anschließend nahm er eine Lehre als Maurer auf, bevor er von 1949 bis 1955 an der Technischen Hochschule Dresden Architektur studierte. Nach Abschluss des Studiums war er für einige Zeit als freier Mitarbeiter am Institut für Denkmalpflege in Dresden tätig.
1955 übernahm Jochen Helbig die Stelle beim Rat des Kreises Calau zur Vorbereitung der Schaffung des Freilichtmuseums Lehde, das der Erhaltung der Volksarchitektur und bäuerlichen Kultur des Spreewaldes dienen sollte und auf Anregung des Instituts für Denkmalpflege geschaffen worden war. Ende 1956 kehrte Helbig wieder nach Dresden zurück, wo er die nächsten Jahrzehnte als wissenschaftlicher Assistent an der Technischen Hochschule am Lehrstuhl für Ländliches Bauwesen und später als Oberassistent wirkte. 1970 promovierte er in Dresden mit der Dissertation Das Spreewalddorf Lehde. Ein Beitrag zur Erhaltung ländlicher Kulturdenkmale. 
1965 erfolgte seine Festanstellung im Institut für Denkmalpflege unter Hans Nadler. Dort widmete er sich speziell der Volksarchitektur. Die Neugründung des Museums für bäuerliche Kultur des Vogtlandes in Landwüst geht mit auf seine Anregung zurück, das er gemeinsam mit Benno Kolbe weiter ausbaute. Ferner war er als Berater beim Auf- und Ausbau des Agrarmuseums Blankenhain und des Dorfmuseums Markersdorf beteiligt.
Bei seinen Arbeiten kam ihm sein zeichnerisches Talent zugute. Mit unzähligen Zeichnungen schmückte er seine Arbeitstagebücher aus. In den mehrbändigen Architekturführer DDR flossen viele seiner Zeichnungen ein.
Vom 25. Februar bis 4. März 1994 gab er in der Vertretung des Freistaates Sachsen beim Bund in Bonn die Ausstellung Jochen Helbig – Aquarelle und Zeichnungen, die in Zusammenarbeit mit dem Landesamt für Denkmalpflege Sachsen entstanden war.
Fast sein ganzes Arbeitsleben hat er der Bewahrung sächsischer Kulturlandschaften gewidmet.